# Avenue de la République (Villemomble)
Pour les articles homonymes, voir Avenue de la Republique.
L'avenue de la République est un des axes du centre historique de Villemomble.

## Situation et accès

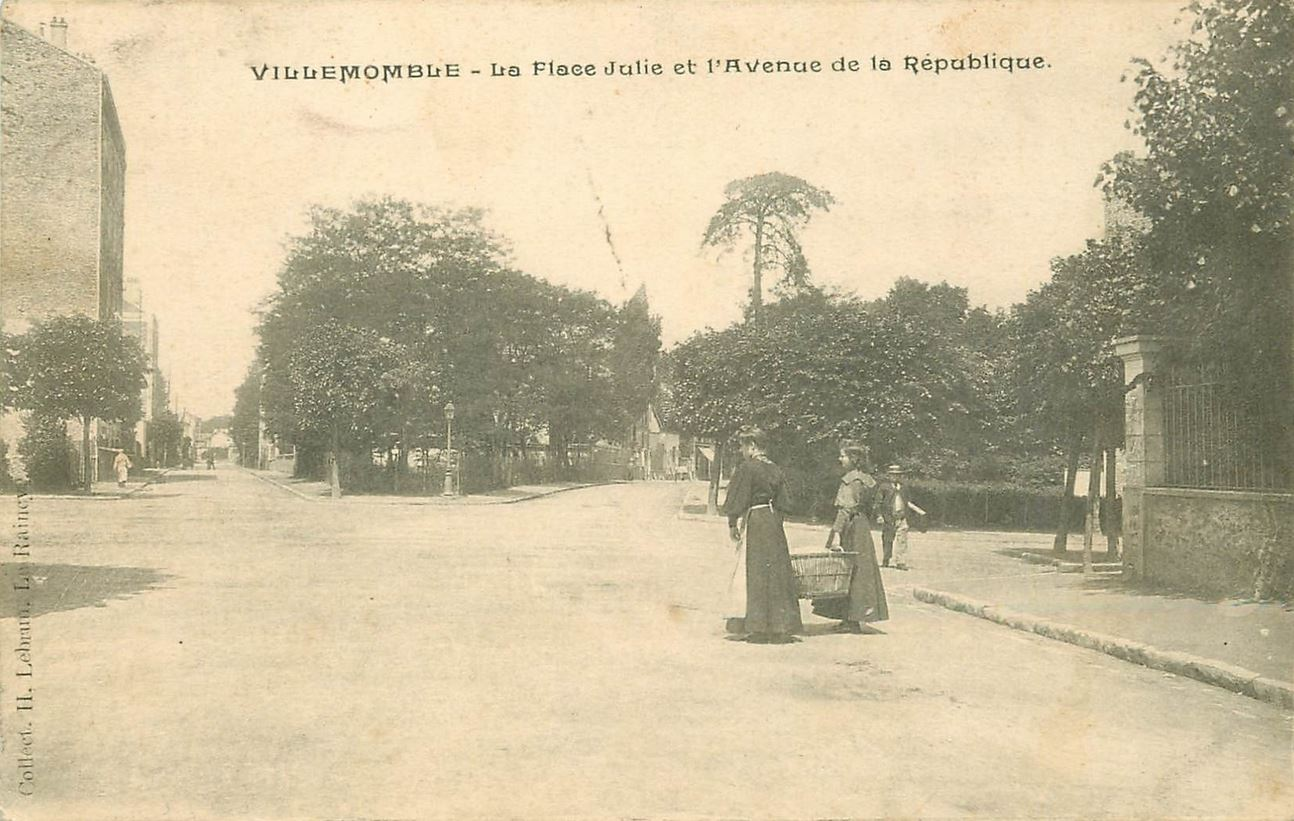
Place Julie, avenue de la République.

Cette voie commence au nord, au carrefour de l'avenue Outrebon et du boulevard du Général-de-Gaulle, anciennement boulevard Papin. Elle traverse la place du Général-de-Gaulle, anciennement place Julie, traversée par l'avenue Gustave-Rodet (autrefois avenue de la Mairie) et où débouche la rue Pasteur.
Elle se termine place de la République, au carrefour de l'avenue Detouche, devant le square de Verdun.
Elle est desservie par la gare du Raincy - Villemomble - Montfermeil.

## Origine du nom

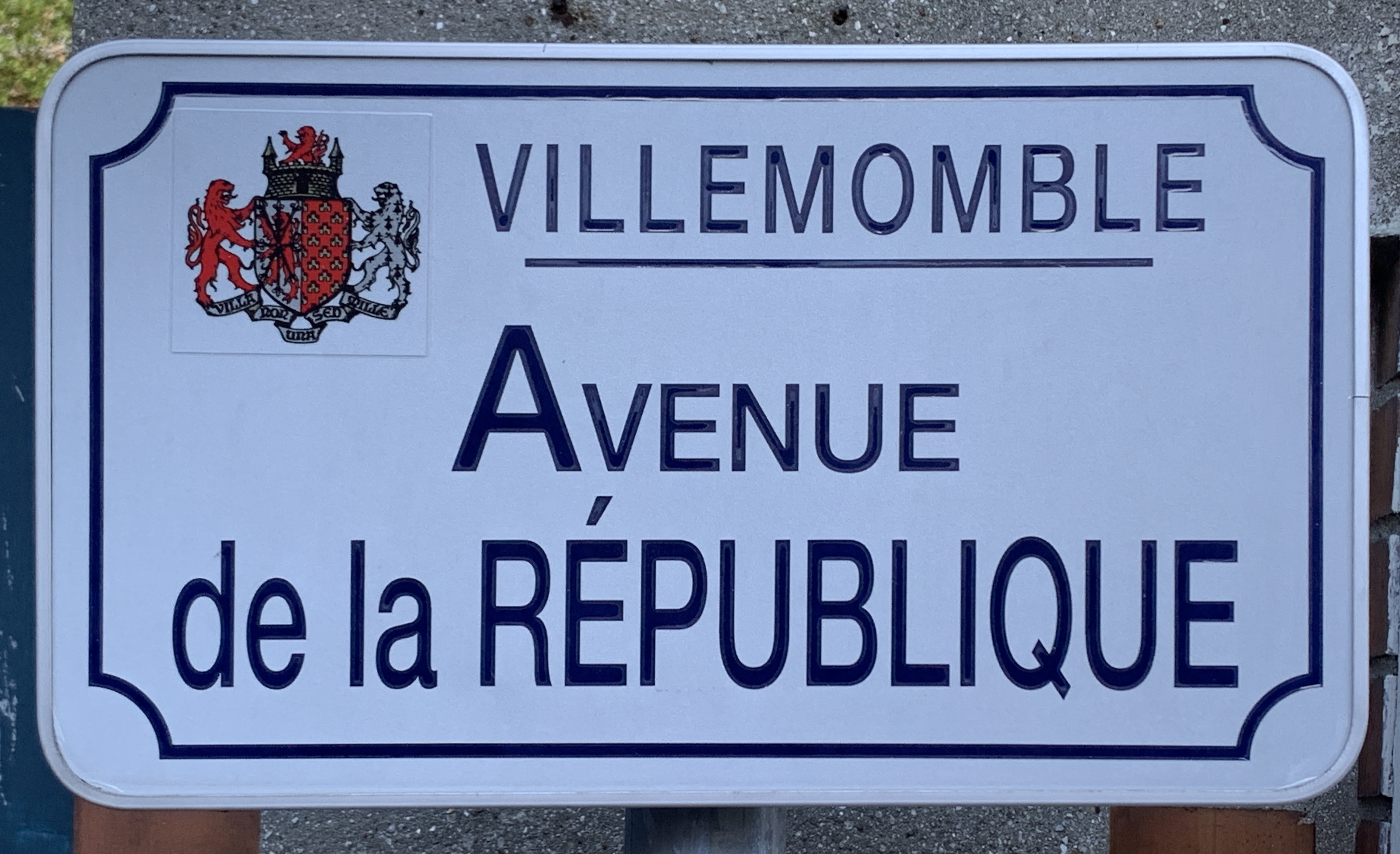
Plaque de l'avenue.

Cette avenue est nommée ainsi en l'honneur de la Troisième République et plus généralement de la République Française.

## Historique

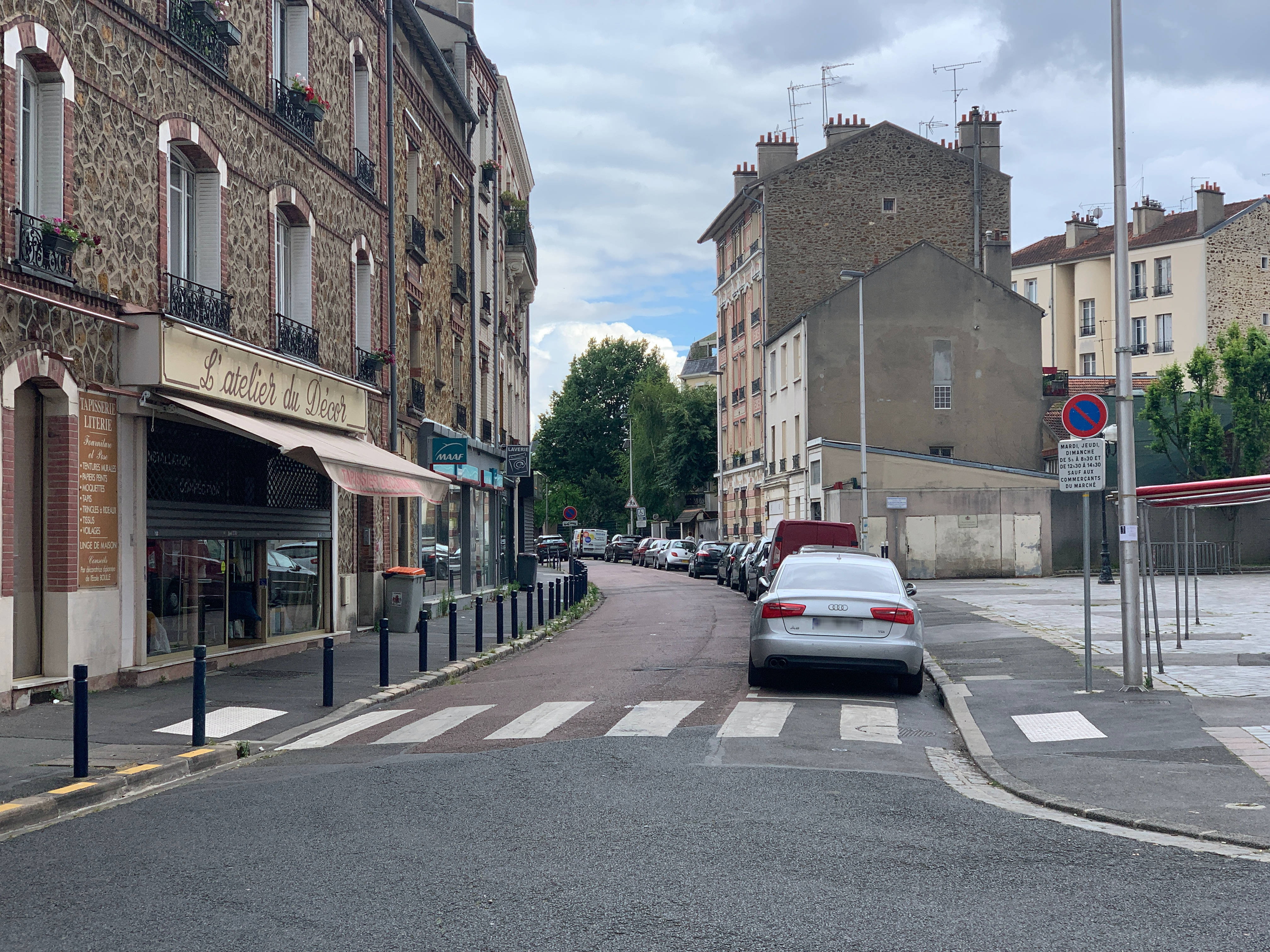
L'avenue en juin 2020.

## Bâtiments remarquables et lieux de mémoire
- Église Saint-Louis de Villemomble.
- Square De Gaulle[2].